# 富蘭克林鎮區 (新澤西州沃倫縣)
富蘭克林鎮區（英語：Franklin Township）是位於美國新澤西州沃倫縣的一個鎮區。

## 地方資料
富蘭克林鎮區的面積為60.89平方千米，當中陸地面積為60.66平方千米，而水域面積為0.23平方千米。根據2020年美國人口普查的數據，當地共有人口2968人，而人口密度為每平方千米48.74人。